# Calle 54
Pour plus de détails, voir Fiche technique et Distribution.
Calle 54 est un film documentaire musical espagnol réalisé par Fernando Trueba, sorti en 2000, sur le latin jazz.

## Description
Le projet de Trueba était de réunir  les représentants du latin jazz les plus notables. Le film fut tourné aux studios de Sony dans la 54e rue à New York (d'où le nom du film qui n'est autre que 54e rue en espagnol). Se succèdent successivement les groupes de Paquito d'Rivera, Eliane Elias, Chano Dominguez, Jerry González and the fort apache band, Michel Camilo, Gato Barbieri, Tito Puente, Chucho Valdès seul, le big band de Chico O'Farrill, Bebo Valdès et Cachao, Orlando 'Puntilla' Rios et son groupe Nueva Generación, Carlos Patato Valdés, Chucho Valdés et Bebo Valdés et à nouveau Jerry González qui récite le générique de fin sur la musique de son groupe.

## Fiche technique
- Titre : Calle 54
- Titre original : Calle 54
- Réalisation : Fernando Trueba
- Production : Cristina Huete, Fabienne Servan-Schreiber, et Fernando Trueba
- Image : José Luis López-Linares
- Son : Pierre Gamet, Martin Gamet, Dominique Hennequin
- Musique : Graeme Revell
- Montage : Carmen Frías
- Pays d'origine :  Espagne
- Durée : 105 minutes
- Date de sortie : Espagne, 13 décembre 2000

## Distribution et trame sonore

### Paquito D’Rivera
Morceau joué : « Panamericana Suite » (Paquito D’Rivera)
- Saxophone : Paquito D’Rivera
- Trompette : Diego Urcola
- Piano : Dario Eskenazi
- Basse : Oscar Stagnaro
- Batterie : Mark Walker
- Accordéon : Raul Jaurena
- Guitare : Aquiles Baez
- Vibraphone : Dave Samuels
- Percussions : Pernell Saturnino
- Tambours batas, Voix : Milton Cardona

### Eliane Elias
Morceau joué : « Samba Triste » (Aquino Baden Powell, Trinidade Blanco de Abreu)
- Piano : Eliane Elias
- Contrebasse : Marc Johnson
- Batterie : Satoshi Takeishi

### Chano Dominguez
Morceau joué : « Oye Como Viene » (Chano Dominguez)
- Piano: Chano Dominguez
- Contrebasse : Javier Colina
- Batterie : Guillermo McGuill
- Cajón : « Piraña »
- Danseur : « Tomasito »
- Voix : Blas Cordoba

### Jerry Gonzalez
Morceau joué : « Earth Dance » (James A. Ford)
- Trompette, congas : Jerry Gonzalez
- Saxophone : Joe Ford
- Piano : Larry Willis
- Contrebasse : Andy Gonzalez
- Batterie : Steve Berrios

### Michel Camilo
Morceau joué : « From Within » (Michel Camilo)
- Piano : Michel Camilo
- Basse : Anthony Jackson
- Batterie : Horacio « El Negro » Hernandez

### Gato Barbieri
Morceaux joués : « Introduction, Llamerito y Tango » (Gato Barbieri, Quiroga, Piazzolla), « Bolivia » (Gato Barbieri)
- Saxophone : Gato Barbieri
- Piano : Mark Soskin
- Basse : Mario Rodriguez
- Percussions : Frank Colon
- Batterie : Robbie Gonzalez

### Tito Puente
Morceau joué : « New Arrival » (Hilton Ruiz)
- Timbales : Tito Puente
- Saxophone : Mario Rivera
- Flûte traversière : Dave Valentin
- Piano : Hilton Ruiz
- Contrebasse : Joe Santiago
- Congas : Giovanni Hidalgo

### Chucho Valdes
Morceau joué : « Caridad Amaro » (Chucho Valdes)
- Piano : Chucho Valdes

### Chico O’Farrill
Morceau joué : « Afro-Cuban Jazz Suite » (Chico O’Farrill)
Direction : Chico O’Farrill
- Trompettes :
  - Michael Philip Mossman
  - Jon Owens
  - Jim Seely
  - Matt Hilgenberg
- Trombones :
  - Papo Vazquez
  - Sam Burtis
  - Rick Stepton
  - Jack Jeffers
- Saxophones :
  - Peter Brainin
  - Mike Migliore
  - Marshall McDonald
  - Max Schweiger
  - Richard Perry
- Piano : Arturo O’Farrill
- Contrebasse : Andy Gonzalez
- Congas : Rolando Guerrero
- Bongos : Joe Gonzalez
- Batterie : Horacio « El Negro » Hernandez

### Bebo & Cachao
Morceau joué : « Lagrimas Negras » (Miguel Matamoros)
- Piano : Bebo Valdes
- Contrebasse : Israel « Cachao » Lopez

### Patato & Puntilla
Morceau joué : « Compa Galletano » (Ricardo Santa Cruz)
- Congas : Carlos « Patato » Valdez
- Congas, Percussions, Voix : Orlando « Puntilla » Rios
- Contrebasse : Andy Gonzalez
- Congas, Voix : Pedro « Pedrito » Martinez
- Percussions, Voix : Roman Diaz
- Shekere, Voix : Pedro Valdes
- Blocs, cloches, Voix : Felix Sanabria
- Danseurs : Rosalia Gamboa, Felix Insua

### Bebo & Chucho
Morceau joué : « La Comparsa » (Ernesto Lecuona)
- Piano : Chucho Valdes
- Piano : Bebo Valdes

## Récompenses
- Prix Goya pour la meilleure bande originale[2]

## Sources
- Livret de l'album de la bande originale de ce film

1. ↑  (es) Miguel Mora, « Trueba presenta 'Calle 54', su cálido homenaje al mejor jazz latino », sur Elpais.com, 2 octobre 2000 (consulté le 12 janvier 2021)
2. ↑  (es) Carlos Olivares Baró, « «Calle 54» cumple 20 años », sur Cubaencuentro, 26 mai 2020 (consulté le 12 janvier 2020)